# Kiabálj, énekelj / Most már olyan mindegy
A Kiabálj, énekelj / Most már olyan mindegy az Omega és a Thomastic együttesek kislemeze 1968-ból. A dalokat az az évi Táncdalfesztiválon adták elő. 

## Megjelenések
- 1968 SP
- ? Táncdalfesztivál '68 és '69 LP (A)
- ? Táncdalfesztivál '68 és '69 CD (A)
- 2011 Kiabálj, énekelj! CD (A)

## Dalok
A: Omega: Kiabálj, énekelj (Presser Gábor – S. Nagy István)
B: Thomastic: Most már olyan mindegy (?)

## Az együttesek tagjai

### Omega
- Benkő László – furulya, vokál
- Kóbor János – ének, ritmusgitár
- Laux József – dob, ütőhangszerek
- Mihály Tamás – basszusgitár, vokál
- Molnár György – gitár
- Presser Gábor – orgona, vokál